# Kenjirō Tsuda
Kenjiro Tsuda (津田 健次郎, Tsuda Kenjirō) Prefectura d'Osaka, Japó, 11 de juny de 1971. És un actor, actor de doblatge i director de cine japonès.

## Biografia
Tsuda va viure a Jakarta fins als set anys. És llicenciat a la Universitat de Meiji, on va estudiar literatura teatral; no obstant això, originàriament s'havia plantejat estudiar per convertir-se en director de cinema.
Tsuda va fer el seu debut com a actor de veu el 1995 interpretant al personatge Atsushi Noda a l'anime H2. Des d'aleshores, el treball de Tsuda es va centrar principalment en la interpretació de veu, tanmateix, va treballar en teatres, drames de televisió i va fer diverses aparicions al cinema. També ha estat actiu a molts nivells, fins i tot fent de narrador i personalitat de ràdio, en programes de televisió, anuncis publicitaris i similars.
A Tsuda li agrada tant filmar com veure pel·lícules. Va començar a assistir a les sales de cinema a secundària; tot i que havia vist pel·lícules occidentals antigues fins al batxillerat i es va centrar en les pel·lícules artístiques després d'entrar a la universitat, fonamentalment el seu interès rau, evidentment, en els no gèneres.
El 2017, quan Keiji Fujiwara es recuperava de la malaltia, Tsuda es va fer càrrec d'actor substitut d'alguns papers (els d'Isami Enomoto a Space Battleship Yamato 2202: Warriors of Love, Hannes a Shingeki no Kyojin).
El 2 de febrer de 2019, Tsuda va debutar com a director de cinema amb el seu llançament de "Documentertainment AD-LIVE" (el terme és una combinació de "documental" i "entreteniment").
El 24 de novembre de 2020, "Actor's Short Film", un projecte llançat per WOWOW per commemorar els 30 anys de l'emissora des de la seva obertura: cinc actors (amb les mateixes condicions, com ara pressupost i temps) dirigirien individualment curtmetratges de fins a 25 minuts. On només un d'aquests cinc films seria escollit, l'elecció es duria a partir dels vots dels espectadors i crítics de cinema, que es presentaven al Short Shorts Film Festival & Asia celebrat el 2021 — es va anunciar a Twitter; Tsuda va participar amb el seu propi curtmetratge, GET SET GO, on actuaven actors com Ryou Ryuusei i Shunsuke Daitou. El 13 de gener de 2021 va començar la distribució d'aquestes cinc pel·lícules.

### Matrimoni
Tsuda es va casar amb una dona que va conèixer quan començava la seva carrera d'actor teatral i actualment és pare de dos fills. Inicialment, no va fer públic el seu casament a fi de poder protegir la seguretat de la seva família així com la seva vida privada. Tanmateix, el juliol de 2020, va rebre un avís que una notícia sobre el seu matrimoni s'havia publicat en una secció d'una revista setmanal (Shūkanshi) i va decidir treure a la llum aquests fets a través del seu Instagram.

## Aparicions
La negreta indica si el personatge és protagonista de la sèrie.

### Anime
| Any  | Títol                                                         | Personatge |
| ---- | ------------------------------------------------------------- | --- |
| 1995 | H2                                                            | Atsushi Noda |
| 1996 | Kodomo no Omocha (Kodocha)                                    | Takamitsu Kawai, Ryousuke Kashima                                                                                      |
| 1996 | Mizuiro Jidai                                                 | Profesor de ciències                                                                                                   |
| 1996 | Rurouni Kenshin                                               | Toramaru |
| 1999 | Ojarumaru                                                     | Director de la casa encantada de l'obake , Director, Home, salaryman, Rebesavi de l'Ojarumaru.                         |
| 1999 | KochiKame: Tokyo Beat Cops (1999–2004)                        | Hideyoshi Toyotomi, Matsukichi Katou, membre de l'equip d'inspecció                                                    |
| 1999 | Medabots                                                      | Shatei |
| 2000 | Carried by the Wind: Tsukikage Rain                           | Man, Minokichi |
| 2000 | Hidamari no Ki                                                | Ieyasu Tokugawa |
| 2000 | Yu-Gi-Oh! Duel Monsters (2000–2004)                           | Seto Kaiba, Critias, Priest Seto                                                                                       |
| 2001 | Kurukuru Ami-                                                 | Ginji, animals, físic, gos, lladre                                                                                     |
| 2001 | The Prince of Tennis (2001–2012)                              | Sadaharu Inui |
| 2003 | Ashita no Nadja                                               | Harvey Livingston |
| 2004 | BECK: Mongolian Chop Squad                                    | Rikiya Kitazawa |
| 2004 | Legendz                                                       | Gargoyle |
| 2005 | AIR                                                           | Keisuke Tachibana |
| 2005 | Capeta                                                        | Kei Kajiwara |
| 2005 | Glass Mask                                                    | Chairman |
| 2005 | Sugar Sugar Rune                                              | Rockin' Robin |
| 2005 | Speed Grapher                                                 | Niihari |
| 2005 | Zoids Genesis                                                 | Seijūrō |
| 2005 | Kaiketsu Zorori                                               | Tagojou |
| 2005 | Yu-Gi-Oh! Duel Monsters GX                                    | Seto Kaiba, Kaibaman                                                                                                   |
| 2005 | Rockman.EXE Stream                                            | Deep Kabase |
| 2006 | Idaten Jump                                                   | Shadow |
| 2006 | Air Gear                                                      | Spitfire |
| 2006 | REBORN! (2006–2010)                                           | Lambo (adult), Romeo, Spanner, Lampo                                                                                   |
| 2006 | Glass Fleet                                                   | Cleo |
| 2006 | Meine Liebe                                                   | Elmunt |
| 2006 | Jinzou Konchū Kabutoborg VxV                                  | President Masahiko Mura                                                                                                |
| 2006 | Naruto                                                        | Shin'emon |
| 2006 | Lemon Angel Project                                           | Masami Kudou |
| 2007 | Sisters of Wellber (2007–2008)                                | Zarado Shisupuri |
| 2007 | Pokémon Mystery Dungeon: Team Go-Getters Out of the Gate!     | Lombre |
| 2007 | Kekkaishi                                                     | Byaku |
| 2007 | Skull Man                                                     | Mitsuo Yamaki |
| 2007 | Saint October                                                 | Kurtz |
| 2007 | Bokurano                                                      | Ichirō Hasuki |
| 2007 | Detectiu Conan (2007–2018)                                    | Kiritani, Eizen Fukuhara, Takeshi Onimaru                                                                              |
| 2007 | Lovely Complex                                                | Ryoji Suzuki |
| 2008 | Kuroshitsuji                                                  | Othello |
| 2008 | Soul Eater                                                    | Mifune |
| 2008 | Nabari no Ou                                                  | Kazuhiko Yukimi |
| 2008 | Naruto: Shippuden                                             | Aoba Yamashiro |
| 2008 | Yozakura Quartet                                              | Kousuke Yoshimura |
| 2009 | Slap Up Party: Arad Senki                                     | Orca |
| 2009 | Basquash!                                                     | Ganz Bogard |
| 2009 | Metal Fight Beyblade (2009–2012)                              | Ryūga |
| 2010 | Baka to Test to Shōkanjū (2010–2012)                          | Shin Fukuhara, narrador, presentador                                                                                   |
| 2010 | Hakuōki (2010–2016)                                           | Chikage Kazama |
| 2011 | Tiger & Bunny (2011–2022)                                     | Fire Emblem/Nathan Seymour                                                                                             |
| 2011 | Nurarihyon no Mago                                            | Douji Ibaraki |
| 2011 | Hen Zemi                                                      | Yūji Horii |
| 2011 | Moshidora                                                     | Makoto Kachi |
| 2012 | Accel World                                                   | Red Rider |
| 2012 | Mobile Suit Gundam AGE                                        | Dole Frost |
| 2012 | Kingdom                                                       | Chou Sou |
| 2012 | K-Project (2012–2015)                                         | Mikoto Suoh, Gouki Zenjou                                                                                              |
| 2012 | Code:Breaker                                                  | Yukihina |
| 2012 | JoJo's Bizarre Adventure                                      | Bruford |
| 2012 | Toriko                                                        | Smile |
| 2012 | Naruto: Rock Lee & His Ninja Pals                             | Aoba Yamashiro |
| 2012 | Fairy Tail (2012–2015)                                        | Silver Fullbuster, Bacchus Grou                                                                                        |
| 2013 | Ixion Saga DT                                                 | Leon |
| 2013 | Inazuma Eleven GO: Galaxy (2013–2014)                         | Bitway Ozrock, Stag Kwatta                                                                                             |
| 2013 | Uchū Kyōdai                                                   | Vincent Bold |
| 2013 | DD Fist of the North Star                                     | Yuda |
| 2013 | Duel Masters Victory V3                                       | Sakurada |
| 2013 | Hakkenden: Tōhō Hakken Ibun                                   | Daikaku Inumura |
| 2013 | Free! (2013–2018)                                             | Seijuro Mikoshiba |
| 2013 | Mushibugyou                                                   | Manako |
| 2014 | Orenchi no Furo Jijou                                         | Maki |
| 2014 | Kill la Kill                                                  | Jirō Suzaku |
| 2014 | Battle Spirits: Saikyou Ginga Ultimate Zero                   | Ultimate Alexander |
| 2014 | Rage of Bahamut                                               | Martinet |
| 2014 | Space☆Dandy                                                   | Ferdinand |
| 2014 | Dragonar Academy                                              | Dr. Hoffman |
| 2014 | Tokyo Ghoul (2014–2018)                                       | Nico |
| 2014 | Nobunagun                                                     | Robert Capa |
| 2014 | Ping Pong                                                     | Egami |
| 2014 | Pupa                                                          | Hotoki |
| 2014 | Future Card Buddyfight (2014–2015)                            | Raremaro Tefudanokimi; Gremlin/Retsu Omori; Boomerang Dragon; Cinquè omnisuper cavaller del drac, Aurora Spiral Alliot |
| 2014 | Baby Gamba                                                    | Noroi |
| 2014 | Hōzuki no Reitetsu (2014–2018)                                | Yasha-Ichi |
| 2015 | Kamisama Hajimemashita                                        | Nanami's father |
| 2015 | GANGSTA                                                       | Nicholas Brown |
| 2015 | Q Transformers: Mystery of Convoy                             | Thundercracker |
| 2015 | The Kindaichi Case Files                                      | Isshin Matsurizawa |
| 2015 | Ghost in the Shell: Arise — Alternative Architecture          | Pyromaniac |
| 2015 | Shinmai Maō no Testament                                      | Mamoru Sakasaki/Ornis                                                                                                  |
| 2015 | Tai-Madō Gakuen 35 Shiken Shōtai                              | Hayato Kurogane |
| 2015 | Binan Kōkō Chikyū Bōei-bu LOVE!                               | Shady shopkeeper |
| 2015 | Hibike! Euphonium (2015–2016)                                 | Takuya Gotou |
| 2015 | Plastic Memories                                              | Yasutaka Hanada |
| 2015 | Hōkago no Pleiades                                            | Pare de Hikaru |
| 2015 | Pokémon X and Y                                               | Belmondo |
| 2015 | One-Punch Man (2015–2019)                                     | Atomic Samurai |
| 2016 | The Heroic Legend of Arslan: Dust Storm Dance                 | Grahze |
| 2016 | Monster Strike                                                | K/Genma Kagutsuchi |
| 2016 | Occultic;Nine                                                 | Kouhei Izumi |
| 2016 | ALL OUT!! (2016–2017)                                         | Yoshida Satoshi |
| 2016 | SERVAMP                                                       | Jeje |
| 2016 | Shounen Ashibe: Go! Go! Goma-chan                             | Ashibe's father, Yeti, Kanji Koshi, mestre                                                                             |
| 2016 | Joker Game                                                    | Jirō Gamō |
| 2016 | Taboo Tattoo                                                  | R. R. Lurker |
| 2016 | Dimension W                                                   | K.K. |
| 2016 | Tales of Zestiria the X                                       | Zaveid |
| 2016 | Touken Ranbu: Hanamaru (2016–2018)                            | Nihongou |
| 2016 | Tonkatsu DJ Agetarou                                          | Shūgo Oshibori |
| 2016 | 91 Days                                                       | Fango |
| 2016 | Nanbaka                                                       | Mitsuru Hitokoe |
| 2016 | First Love Monster                                            | Arashi Nagasawa |
| 2016 | B-PROJECT～Kodō＊Ambitious                                    | Paparazzi |
| 2016 | BBK/BRNK                                                      | Shūsaku Matobai |
| 2016 | TO BE HERO                                                    | Ossan |
| 2016 | Flip Flappers                                                 | Salt |
| 2016 | Lupin the Third: Italian Game                                 | Masked count |
| 2016 | Watashi ga Motete Dōsunda                                     | Tera |
| 2017 | Demi-chan wa Kataritai                                        | Ugaki |
| 2017 | ACCA: 13-ku Kansatsu-ka                                       | Nino |
| 2017 | Hand Shakers                                                  | Daichi Nagaoka |
| 2017 | MARGINAL #4 KISS Kara Tsukuru Big Bang                        | Satsuki Chang |
| 2017 | Sangatsu no Lion (2017–2018)                                  | Morio Shigeta |
| 2017 | Kirakira☆PreCure a la Mode                                    | Gen'ichirō Usami |
| 2017 | Ryū no Haisha                                                 | Gereli |
| 2017 | Kono Subarashii Sekai ni Shukufuku o!                         | Hans |
| 2017 | Kamiwaza Wanda                                                | Dozermin |
| 2017 | Shingeki no Kyojin (2017–2018)                                | Hannes |
| 2017 | One Piece                                                     | Vinsmoke Yonji |
| 2017 | Love Kome: WE LOVE RICE                                       | Koshihikari |
| 2017 | Roku de Nashi Majutsu Kōshi to Akashic Records                | Grandmaster |
| 2017 | The Laughing Salesman                                         | Matsuo Ochiiri |
| 2017 | Shōkoku no Altair                                             | Virgilio Louis |
| 2017 | Saiyuki RELOAD BLAST                                          | Hitoshi Yodo |
| 2017 | Isekai wa Smartphone to Tomo ni                               | Kansuke Yamamoto |
| 2017 | Time Bokan 24                                                 | O-3 |
| 2017 | Magical Circle Guru Guru                                      | Clemente |
| 2017 | UQ Holder!                                                    | Afro the Forever |
| 2017 | Neko Neko Nihonshi (2017–2018)                                | Hosokawa Tadaoki, Emperor Xuanzong of Tang, Manbee                                                                     |
| 2018 | Gintama                                                       | Shijaku/Barkas |
| 2018 | Nanatsu no Taizai (2018–2020)                                 | Monspeet |
| 2018 | Violet Evergarden                                             | Damian Baldur Flugel                                                                                                   |
| 2018 | JoJo's Bizarre Adventure: Golden Wind                         | Tiziano |
| 2018 | Hakumei and Mikochi                                           | Narai |
| 2018 | Ryūō no Oshigoto!                                             | Jin Natagiri |
| 2018 | Hakata Tonkotsu Ramens                                        | Chegaru |
| 2018 | Luppin III (part 5)                                           | Albert d'Andrésy |
| 2018 | Last Hope                                                     | Doug Horvat |
| 2018 | Golden Kamuy                                                  | Hyakunosuke Ogata |
| 2018 | Youkai Watch Shadowside (2018–2019)                           | Myouou Fudou |
| 2018 | Full Metal Panic! Invisible Victory                           | Michel Lemon |
| 2018 | Magical Girl Ore                                              | Magical Milf Sayo (Sayori Uno)                                                                                         |
| 2018 | Nobunaga no Shinobi                                           | Suzuki Magoichi |
| 2018 | Sirius the Jaeger                                             | Yevgraf |
| 2018 | Revue Starlight                                               | Giraffe |
| 2018 | Mr. Tonegawa: Middle Management Blues                         | Yūji Endou |
| 2018 | My Hero Academia (2018–2020)                                  | Overhaul |
| 2018 | Xuan Yuan Sword Luminary                                      | Xiang Chu |
| 2018 | Tensei Shitara Slime Datta Ken (2018–2019)                    | Vesta |
| 2018 | Puzzles & Dragons (2018–2020)                                 | Michael Sanada |
| 2018 | Skull-face Bookseller Honda                                   | Old Man Okay |
| 2018 | Layton Mystery Tanteisha: Katori no Nazotoki File (2018–2019) | Rufus Aldebaran |
| 2018 | Dakaichi                                                      | Romio Mitsuya |
| 2018 | Merc Storia: Mukiryoku no Shounen to Bin no Naka no Shoujo    | Ravio |
| 2019 | W'z                                                           | Daichi Nagaoka |
| 2019 | Pokemon Mon Misterios: Portals al Infinit                     | Narration |
| 2019 | Megido 72: Nagaki Sen Tabi no Katawara de                     | Bune |
| 2019 | Kengan Ashura                                                 | Kaolan Wongsawat |
| 2019 | Mugen no Jūnin (2019–2020)                                    | Manji |
| 2019 | Kaze ga Tsuyoku Fuiteiru                                      | Mochidzuki |
| 2019 | Domestic na Kanojo                                            | Masaki Kobayashi |
| 2019 | Dōkyonin wa Hiza, Tokidoki, Atama no Ue                       | Roku |
| 2019 | Girly Air Force                                               | William Shankle |
| 2019 | Real Girl                                                     | Guesthouse head |
| 2019 | Meiji Tokyo Renka                                             | Rentarō Taki |
| 2019 | Midara na Ao-chan wa Benkyō ga Dekinai                        | Hanasaki Horie |
| 2019 | Afterlost                                                     | Daichi |
| 2019 | Sarazanmai                                                    | Chikai Kuji |
| 2019 | Fairy gone                                                    | Griff Mercer |
| 2019 | Kenja no Mago                                                 | Zest |
| 2019 | Maō-sama, Retry!                                              | Hakuto Kunai (Akira Ouno)                                                                                              |
| 2019 | Naka no Hito Genome                                           | Paka |
| 2019 | Cop Craft                                                     | Kei Matoba |
| 2019 | En'en no Shōbōtai (2019–2020)                                 | Joker |
| 2019 | Katsute Kami Datta Kemono-tachi e                             | Arthur Allston/Behemoth                                                                                                |
| 2019 | Special 7: Special Crime Investigation Unit                   | Shiori Ichinose |
| 2019 | African Salaryman                                             | Lizard, presentador de noticies, narrador                                                                              |
| 2019 | Youkai Watch!                                                 | Myouou Fudou |
| 2019 | Chūbyō Gekihatsu Bōi                                          | Middle-aged man, director del departament de natació                                                                   |
| 2019 | Stand My Heroes: PIECE OF TRUTH                               | Masayoshi Ida |
| 2019 | Actors: Songs Connection                                      | Ginjirō Nago |
| 2019 | Kabukichō Syarokku                                            | Milverton |
| 2020 | ID:INVADED                                                    | Brilliant Detective Sakaido/Akihito Narihisago                                                                         |
| 2020 | Seton Academy: Join the Pack!                                 | Mr. Aramoto, Don Noma, pare de Lena, Mr. Kuwano, Nia Ooba, Zemo Ihara, Babari Atlas                                    |
| 2020 | Altered Carbon: Resleeved                                     | Hachisuka |
| 2020 | Sorcerous Stabber Orphen                                      | Wall Karen |
| 2020 | Toilet-Bound Hanako-kun                                       | Tsuchigomori |
| 2020 | Kedama no Gonjiro                                             | Keshiosu |
| 2020 | IDOLiSH7 Second Beat!                                         | Takamasa Kujou |
| 2020 | Torre de Déu                                                  | Lero-Ro |
| 2020 | Woodpecker Detective's Office                                 | Kodou Nomura |
| 2020 | Dropkick on My Devil!                                         | Naked body |
| 2020 | Princess Connect! Re:Dive                                     | Cockatrice's Nest owner                                                                                                |
| 2020 | Boruto: Naruto Next Generations                               | Jigen/Isshiki Ōtsutsuki                                                                                                |
| 2020 | The God of High School                                        | Jegal Taek |
| 2020 | Appare-Ranman!                                                | Richard Riesman |
| 2020 | Jujutsu Kaisen                                                | Kento Nanami |
| 2020 | Ikebukuro West Gate Park                                      | Shadow |
| 2020 | Magatsu Wahrheit -Zuerst-                                     | Heruman |
| 2021 | Hortensia Saga                                                | Maurice Baudelaire |
| 2021 | Project Scard: Scar on the Praeter                            | Hræsvelgr Sakiyo |
| 2021 | Cells at Work! Code Black                                     | Narration |
| 2021 | World Trigger 2nd Season                                      | Koskero, Takumi Rindō                                                                                                  |
| 2021 | True Cooking Master Boy                                       | Ensei |
| 2021 | Horimiya                                                      | Shin Yasuda |
| 2021 | Mushoku Tensei: Jobless Reincarnation                         | Orsted |
| 2021 | The World Ends with You the Animation                         | Sanae Hanekoma |
| 2021 | To Your Eternity                                              | The Beholder |
| 2021 | World Trigger 2nd Season                                      | Koskero, Takumi Rindō                                                                                                  |
| 2021 | So I'm a Spider, So What?                                     | Merazophis |
| 2021 | Dosukoi Sushizumou                                            | Oyakata Nasubi |
| 2021 | Dragon Goes House-Hunting                                     | Varney |
| 2021 | Life Lessons with Uramichi Oniisan                            | Amon |
| 2021 | Sonny Boy                                                     | Yamabiko/Yamada Kunihiko                                                                                               |
| 2021 | Fena: Pirate Princess                                         | Maxiver Jr. |
| 2021 | Lupin III Part 6                                              | Albert Dandregy |
| 2022 | Sabikui Bisco                                                 | Kurokawa |
| 2022 | Platinum End                                                  | Gaku Yoneda |
| 2022 | Lucifer and the Biscuit Hammer                                | Noi Crezant |
| 2022 | The Prince of Tennis II: U-17 World Cup                       | Dodo Obando |
| 2022 | Shinobi no Ittoki                                             | Kidō Minobe |
| 2022 | Chainsaw Man                                                  | Kishibe |
| 2022 | To Your Eternity 2nd Season                                   | L'espectador |
| 2023 | Ayaka: A Story of Bonds and Wounds                            | Makoto Yanagi |
| 2023 | Bungo Stray Dogs Season 5                                     | Bram Stoker |
| 2023 | Firefighter Daigo: Rescuer in Orange                          | Narrator |
| 2023 | Ron Kamonohashi's Forbidden Deductions                        | Dr. Hilsh |
| 2024 | Sengoku Youko                                                 | Yazen |
| 2024 | Tsuki ga Michibiku Isekai Dōchū                               | Shiki |
| 2024 | The Idolmaster Shiny Colors                                   | Tsutomu Amai |

### Pel·lícules d'anime
| Any  | Títol                                                               | Personatge                 |
| ---- | ------------------------------------------------------------------- | -------------------------- |
| 2004 | Yu-Gi-Oh!: Pyramid of Light                                         | Seto Kaiba                 |
| 2005 | The Prince of Tennis: The Movie – The Two Samurai: The First Game   | Sadaharu Inui              |
| 2005 | The Prince of Tennis: The Movie — Atobe's Gift                      | Sadaharu Inui              |
| 2007 | Uchū Elevator ~ Kagakusha no Yume Miru Mirai                        | Hideki Asanaga, narrador   |
| 2009 | Chocolate Underground                                               | Joe Crawley                |
| 2010 | Planzet                                                             | Ken Tasaki                 |
| 2011 | The Prince of Tennis: The Movie — The Battle of the British City    | Sadaharu Inui              |
| 2012 | TIGER & BUNNY: The Movie — The Beginning                            | Fire Emblem/Nathan Seymour |
| 2013 | Toriko: The Movie — Bishokushin's Special Menu                      | Smile                      |
| 2013 | Hakuōki: Wild Dance of Kyoto                                        | Chikage Kazama             |
| 2014 | Inazuma Eleven: Chou Jigen Dream Match                              | Bitway Ozrock              |
| 2014 | K: The Movie — MISSING KINGS                                        | Mikoto Suoh                |
| 2014 | TIGER & BUNNY: The Movie — The Rising                               | Fire Emblem/Nathan Seymour |
| 2014 | Hakuōki: Warrior Spirit of the Blue Sky                             | Chikage Kazama             |
| 2014 | Yūto-kun ga Iku: The Movie                                          | Commentator                |
| 2016 | GANTZ:O                                                             | Sanpei Taira               |
| 2016 | Sound! Euphonium (2016–2019)                                        | Takuya Gotou               |
| 2016 | Yu-Gi-Oh!: The Dark Side of Dimensions                              | Seto Kaiba                 |
| 2017 | Free! Timeless Medley                                               | Seijuro Mikoshiba          |
| 2017 | Youkai Watch Shadowside: The Movie — Oniou no Fukkatsu              | Myouou Fudou               |
| 2018 | SERVAMP -Alice in the Garden-                                       | Jeje                       |
| 2018 | K SEVEN STORIES Episode 1 — R:B ~ BLAZE ~                           | Mikoto Suoh                |
| 2018 | K SEVEN STORIES Episode 2 — SIDE:BLUE ~ Tenrō no Gotoku ~           | Gouki Zenjou               |
| 2019 | Even if the World Will End Tomorrow                                 | Genji Hazama               |
| 2019 | Code Geass: Lelouch of the Resurrection                             | Swaile Qujappat            |
| 2019 | WALKING MEAT                                                        | Hasegawa                   |
| 2019 | NiNoKuni                                                            | Gavalas Folgan             |
| 2019 | KonoSuba: God's Blessing on this Wonderful World! Legend of Crimson | Hans                       |
| 2021 | Mobile Suit Gundam: Hathaway                                        | Gahman Nobil               |
| 2021 | Belle                                                               | Jelinek                    |
| 2021 | Inu-Oh                                                              | Pare de Inu-oh             |
| 2021 | Bright: Samurai Soul                                                | Tōmoku                     |
| 2021 | Revue Starlight the Movie                                           | Giraffe                    |
| 2021 | Sing a Bit of Harmony                                               | Saijō                      |
| 2021 | Jujutsu Kaisen 0                                                    | Kento Nanami               |
| 2022 | Ensemble Stars!! Road to Show!!                                     | Mitsunari Samejima         |
| 2022 | One Piece Film: Red                                                 | Gordon                     |
| 2022 | Break of Dawn                                                       | Yoshitatsu Kawai           |
| 2023 | Hokkyoku Hyakkaten no Concierge-san                                 | Wally                      |

### Original Net Animation (ONA)
| Any  | Títol                                            | Personatge      |
| ---- | ------------------------------------------------ | --------------- |
| 2015 | Ninja Slayer From Animation                      | Lobster         |
| 2016 | Pokémon Generations                              | Akagi           |
| 2018 | DEVILMAN crybaby                                 | Koji Nagasaki   |
| 2018 | Isekai Izakaya ~ Koto Aitheria no Izakaya Nobu ~ | Gernot          |
| 2018 | Baki (2018–2020)                                 | Sikorsky        |
| 2019 | ULTRAMAN (2019–present)                          | Adad            |
| 2019 | 7SEEDS                                           | Ryouya Izayoi   |
| 2019 | Shoujo☆Konto All Starlight                       | Giraffe         |
| 2020 | Ghost in the Shell: SAC_2045 (2020–2022)         | Standard        |
| 2020 | Arknights: Holy Knight Light                     | Emperor         |
| 2021 | The Way of the Househusband (2021–present)       | Tatsu           |
| 2021 | Super Crooks                                     | Johnny Bolt     |
| 2022 | Thermae Romae Novae                              | Lucius Modestus |
| 2022 | Cyberpunk: Edgerunners                           | Ripperdoc       |
| 2022 | Romantic Killer                                  | Tsuchiya        |
| 2023 | Yakitori: Soldiers of Misfortune                 | Vasha Pupkin    |
| 2023 | Good Night World                                 | Shigatera       |

### Original Video Animation (OVA)
| Any  | Títol                                                  | Personatge              |
| ---- | ------------------------------------------------------ | ----------------------- |
| 2006 | The Prince of Tennis OVA — National Tournament Edition | Sadaharu Inui           |
| 2009 | Shakugan no Shana S                                    | Ukobach                 |
| 2011 | Baka to Test to Shōkanjū: Matsuri                      | Shin Fukuhara, narrador |
| 2011 | Hakuōki: A Memory of Snow Flowers                      | Chikage Kazama          |
| 2014 | Terra Formars                                          | God Lee                 |
| 2016 | Durarara!!×2 Conclusion" Side Story!?                  | Shizuo Nobusuma         |
| 2017 | Space Yamato 2202: Warriors of Love                    | Isami Enomoto           |
| 2017 | First Love Monster                                     | Arashi Nagasawa         |
| 2017 | Landreaall                                             | Rokkou                  |
| 2018 | Golden Kamuy (2018–2020)                               | Hyakunosuke Ogata       |
| 2020 | ACCA: 13-Territory Inspection Dept.                    | Nino                    |
| 2021 | Hakuoki                                                | Chikage Kazama          |

### Doblatge

#### Actors doblats
| Actor            | Títol | Personatge                          | Detalls       |
| ---------------- | --- | ----------------------------------- | ------------- |
| Colin Farrell    | Pride and Glory | Jimmy Egan                          |               |
| Colin Farrell    | Crazy Heart | Tommy Sweet                         |               |
| Colin Farrell    | Fright Night | Jerry Dandrige                      |               |
| Colin Farrell    | Saving Mr. Banks | Travers Robert Goff                 |               |
| Colin Farrell    | Solace | Charles Ambrose                     |               |
| Colin Farrell    | Bèsties fantàstiques i on trobar-les                                                                                            | Percival Graves                     |               |
| Colin Farrell    | The Beguiled | John McBurney                       |               |
| Colin Farrell    | The Gentlemen | Coach                               |               |
| Armie Hammer     | Mine | Mike Stevens                        |               |
| Armie Hammer     | Digue'm pel teu nom | Oliver                              |               |
| Armie Hammer     | Running Wild with Bear Grylls                                                                                                   | Armie Hammer                        |               |
| Armie Hammer     | Crisis | Jake Kelly                          |               |
| Armie Hammer     | Mort al Nil (2022) | Simon Doyle                         |               |
| Jamie Dornan     | Once Upon a Time | Sheriff Graham Humbert/The Huntsman |               |
| Jamie Dornan     | Saga de Cinquanta ombres (Cinquanta ombres d'en Grey, Cinquanta ombres molt negres, Cinquanta ombres alliberades)               | Christian Grey                      |               |
| Jamie Dornan     | Robin Hood | Will Scarlet                        |               |
| Jamie Dornan     | Heart of Stone | Parker                              |               |
| Richard Armitage | Strike Back | John Porter                         |               |
| Richard Armitage | Hannibal | Francis Dolarhyde                   | Episodis 8–12 |
| Richard Armitage | El guardià de la reliquia | Raymond de Merville                 |               |
| Adam Driver      | Sèrie Star Wars (Star Wars episodi VII: El despertar de la força, Star Wars: Els últims Jedi, Star Wars: L'ascens de Skywalker) | Kylo Ren                            |               |
| Adam Driver      | The Last Duel | Jacques Le Gris                     |               |

#### Pel·lícules
| Actor                    | Títol                                         | Personatge                                                        |
| ------------------------ | --------------------------------------------- | ----------------------------------------------------------------- |
| Regé-Jean Page           | Mortal Engines                                | Captain Madzimoyo Khora                                           |
| Olivier Martinez         | Unfaithful                                    | Paul Martel                                                       |
| Desmond Harrington       | Exit Speed                                    | Sam Cutter                                                        |
| Édgar Ramírez            | Point Break                                   | Bodhi                                                             |
| JJ Feild                 | Not Safe For Work                             | Killer                                                            |
| Donnie Yen               | The Lost Bladesman                            | Guan Yu                                                           |
| Steven Strait            | 10,000 aC                                     | D'Leh                                                             |
| Barkhad Abdi             | Capità Phillips                               | Abduwali Muse                                                     |
| Christopher Abbott       | Criminal Activities                           | Warren                                                            |
| Édgar Ramírez            | Gold                                          | Michael Acosta                                                    |
| Chang Chen               | Sound of Color                                | John Chan                                                         |
| Luke Evans               | Els tres mosqueters                           | Aramis                                                            |
| Matt Dillon              | Un cop amb estil                              | Agent especial Arlen Hamer                                        |
| Aaron Eckhart            | Sense reserves                                | Nick Palmer                                                       |
| Alan Ladd                | Arrels profundes                              | Shane                                                             |
| Andy Whitfield           | Gabriel                                       | Gabriel                                                           |
| Matt McColm              | Cellular                                      | Deason                                                            |
| Francesco Montagna       | My House is Full of Mirrors: Sophia Loren     | Franco                                                            |
| Jesse Metcalfe           | Insanitarium                                  | Jack                                                              |
| Cole Hauser              | Tortured                                      | Agent Kevin Cole/Jimmy Vaughn                                     |
| Matthew Maccaull         | Tomorrowland                                  | Dave Clark                                                        |
| John Stockwell           | Top Gun                                       | LT Bill "Cougar" Cortell                                          |
| Luke Evans               | No One Lives                                  | Driver                                                            |
| Matthew Marsden          | Resident Evil: Extinction                     | Alexander Slater                                                  |
| Paul Bettany             | Firewall                                      | Bill Cox                                                          |
| Enzo Cilenti             | The Fourth Kind                               | Scott Stracinsky                                                  |
| Michael B. Jordan        | Black Panther                                 | Erik "Killmonger" Stevens/N'Jadaka                                |
| Josh Duhamel             | Misconduct                                    | Ben Cahill                                                        |
| Zack Ward                | BloodRayne 2: Deliverance                     | Billy the Kid                                                     |
| Pilou Asbæk              | Ben-Hur (2016)                                | Pontius Pilate                                                    |
| Karl Urban               | The Bourne Supremacy                          | Kirill                                                            |
| Gabriel Macht            | Whiteout (2009)                               | Robert Pryce                                                      |
| Dustin Nguyen            | Tólerancia Zero                               | Johnny                                                            |
| Thomas Wlaschiha         | The Cloud                                     | Hannes, oficial de la planta d'energia nuclear, Profesor, Policia |
| Sam Hazeldine            | Mechanic: Resurrection                        | Riah Crain                                                        |
| Bill Hader               | Men in Black 3                                | Andy Warhol/Agent W                                               |
| Brian Presley            | Retorn a l'infern                             | Especialista Tommy Yates                                          |
| Matthias Schoenaerts     | The Danish Girl                               | Hans Axgil (Fernando Porta)                                       |
| Taye Diggs               | Rent                                          | Benjamin "Benny" Coffin, III                                      |
| Kid Cudi (Scott Mescudi) | Vincent N Roxxy                               | Suga                                                              |
| Angus Sutherland         | Lost Boys: The Tribe                          | Shane                                                             |
| Shiloh Fernandez         | Edge of Winter                                | Richard                                                           |
| Alexander Skarsgård      | Godzilla vs. Kong                             | Dr. Nathan Lind                                                   |
| Juan Diego Botto         | The Suicide Squad                             | Silvio Luna                                                       |
| Don Cheadle              | Space Jam: Noves llegendes                    | Al-G Rhythm                                                       |
| Chang Chen               | Dune                                          | Dr. Wellington Yueh                                               |
| Tadanobu Asano           | Mortal Kombat                                 | Lord Raiden                                                       |
| Cillian Murphy           | Anna                                          | Leonard Miller                                                    |
| Neil Patrick Harris      | The Matrix Resurrections                      | The Analyst                                                       |
| Aaron Taylor-Johnson     | Bullet Train                                  | Tangerine                                                         |
| Michael B. Jordan        | Black Panther: Wakanda Forever                | Erik "Killmonger" Stevens/N'Jadaka                                |
| Tony Leung Chiu-wai      | Happy Together                                | Lai Yiu-fai                                                       |
| Esai Morales             | Mission: Impossible – Dead Reckoning Part One | Gabriel                                                           |

#### Sèries
| Actor                            | Títol                          | Personatge                      | Detalls                 |
| -------------------------------- | ------------------------------ | ------------------------------- | ----------------------- |
| Jeffrey Pierce                   | Alcatraz                       | Jack Sylvane                    |                         |
| Will McCormack                   | Alphas                         | Marcus Ayers                    |                         |
| Jamie Jackson; Stewart J. Zully  | Unforgettable                  | Victor; Theodore Muscat         | Episode 9               |
| Matt Dillon                      | Wayward Pines                  | Ethan Burke                     |                         |
| Oliver Jackson-Cohen             | Emerald City                   | Roan/Lucas                      |                         |
| Jilon VanOver                    | Cold Case                      | Truitt "Spider" Leland          | Episode 13              |
| Scoot McNairy                    | Godless                        | Bill McNue                      |                         |
| Toby Leonard Moore               | The Pacific                    | Sergeant (2nd Lieutenant) Stone |                         |
| Joshua Dallas                    | CSI: Crime Scene Investigation | Kip Woodman                     | Temporada 11 Episodi 15 |
| Josh Randall                     | CSI: Crime Scene Investigation | NTSB investigator Doug Wilson   | Temporada 13 Episodi 10 |
| Anthony Ruivivar                 | Frequency                      | Captain Stan Moreno             |                         |
| Ferdinand Kingsley               | Victoria                       | Francatelli (2017)              |                         |
| Misha Collins                    | Supernatural                   | Castiel (angel)                 |                         |
| Matt Buschell                    | Scorpion                       | The Gooch                       | Season 4 episode 15     |
| Jim Watson                       | The Strain                     | Young Abraham Setrakian         |                         |
| Robert Kazinsky                  | Second Chance                  | Jimmy Pritchard                 |                         |
| Phillip Choi                     | Soulmate (2006)                | Phillip                         |                         |
| Misha Collins                    | Timeless                       | Eliot Ness — episode 15         |                         |
| Haaz Sleiman                     | Nurse Jackie                   | Mohammed "Mo-Mo" De La Cruz     |                         |
| C. J. Thomason                   | Harper's Island                | Jimmy Mance                     |                         |
| Gonzalo Menendez                 | Burn Notice                    | Lucio Velasquez                 |                         |
| Adam Rayner                      | Hunted                         | Aidan Marsh                     |                         |
| Daniel Sunjata                   | Lie to me*                     | Andrew Jenkins                  |                         |
| Alex Solowitz, Zachary Stockdale | Rush Hour                      | Dennis, Chad                    | Episode 4               |
| Clayne Crawford                  | Lethal Weapon                  | Martin Riggs                    |                         |
| Matthew Le Nevez                 | Absentia                       | Cal Isaac                       |                         |
| Hugo Becker                      | Leonardo                       | Thierry                         |                         |
| Jonathan Tucker                  | Debris                         | Bryan Beneventi                 |                         |
| Michael Aloni                    | Scenes from a Marriage         | Poli                            |                         |
| Matt Smith                       | House of the Dragon            | Prince Daemon Targaryen         |                         |

#### Dibuixos animats
| Títol                           | Personatge | Detalls |
| ------------------------------- | ---------- | ------- |
| Megamind                        | Bernard    | [ 241 ] |
| What If...?                     | Killmonger | [ 242 ] |
| El gat amb botes: l'últim desig | Wolf/Death | [ 243 ] |